# Leonardo Pieraccioni

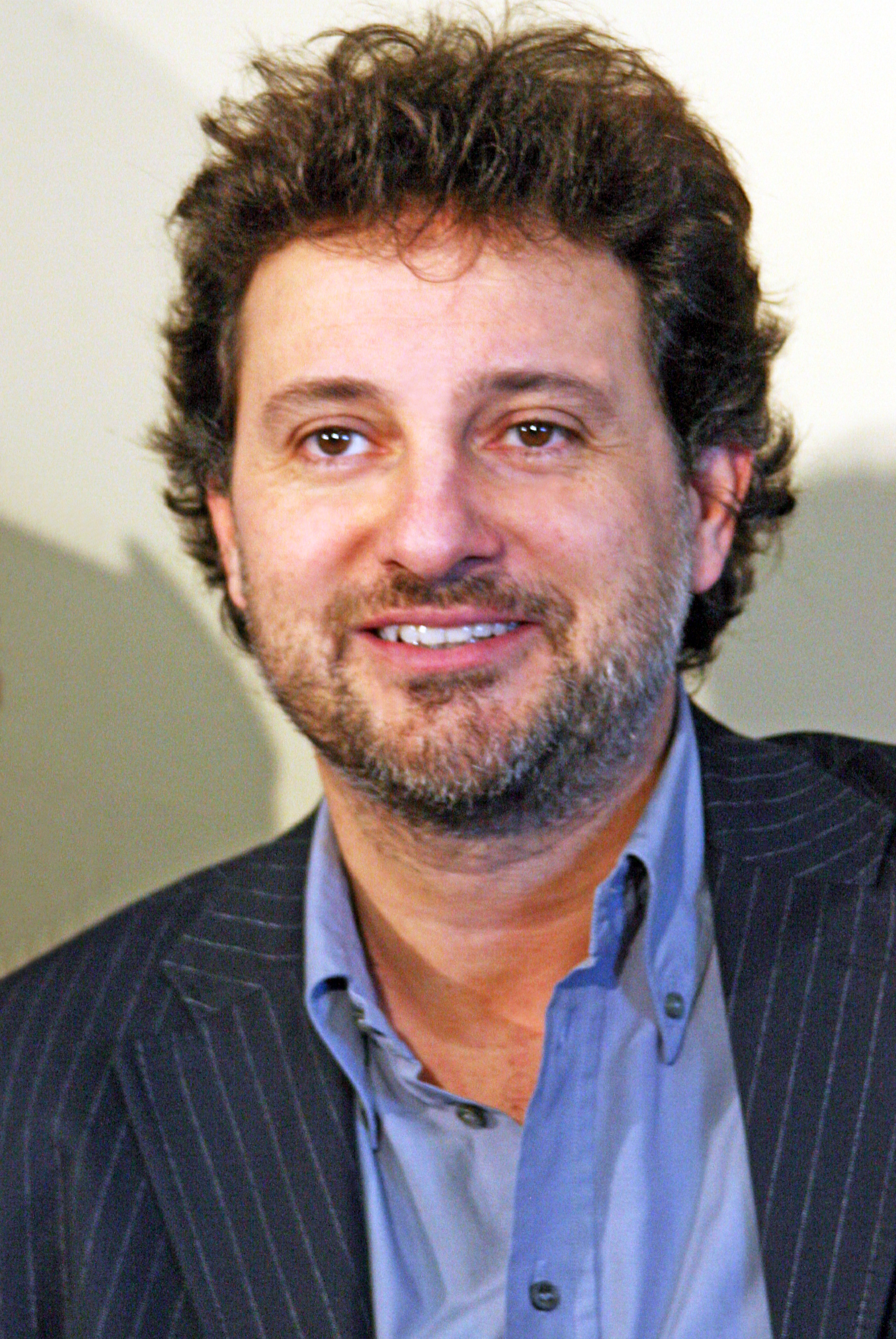
Pieraccioni (2011)

Leonardo Pieraccioni (* 17. Februar 1965 in Florenz) ist ein italienischer Schauspieler, Filmregisseur und Drehbuchautor.

## Leben
Pieraccioni nahm im Alter von 16 Jahren an der Talentshow Un ciak per artisti domani, die Carlo Conti präsentierte, teil. Mit Conti war er auch für die lokale Fernseh-Varietésendung Succo d’Arancia fünf Jahre später verantwortlich; mit Giorgio Panariello bildeten die beiden das Komikertrio „Fratelli d’Italia“, mit denen sie auf den Bühnen der Toskana Erfolge hatten. 1989 nahm das Trio an der Sendung Vernice fresca auf dem Fernsehsender Cinquestelle teil. Sein landesweites Fernsehdebüt feierte Pieraccioni Ende der 1980er Jahre als „Zeba“, einem fiktiven Kameramann der Sendung DeeJay Television auf Italia 1.
Seit 1985 war Pieraccioni auf Kabarettbühnen aufgetreten; 1990 ersann er das Programm der Leonardo Pieraccioni Show. Im Jahr darauf gab er sein Kinodebüt, als ihn Alessandro Benvenuti für Zitti e mosca verpflichtete. Ab dem Spätjahr nahm er an der Show Fantastico 12 teil und erreichte in der von Raffaella Carrà und Johnny Dorelli präsentierten Sendung den zweiten Platz. Mehrere Engagements für verschiedene Formate folgten, in denen er Proben seines Programmes abliefern konnte.
Als er mit den komischen Stücken Villaggio vacanze Pieraccioni und Fratelli d’Italia großen Theatererfolg verzeichnen konnte, nahm er seinen ersten Kinofilm als Regisseur seines eigenen Drehbuches und als Darsteller der Hauptfigur in Angriff: 1995 erschien I laureati, der sich zum größten Kassenerfolg des Jahres in Italien entwickelte – bei Herstellungskosten von 2 Milliarden Lire spielte er 15 Milliarden ein. Es war die erste Zusammenarbeit mit Schauspieler Massimo Ceccherini, der noch etliche folgten.
Pieraccionis nächstes Projekt war der Spielfilm Amore Amore (Originaltitel Il ciclone), in dem wiederum Ceccherini sowie Alessandro Haber die Hauptrollen übernahmen und dessen Kassenerfolg mit 75 Milliarden den Vorgänger deutlich in den Schatten stellte. Auch Fuochi d’artificio, den er 1997 inszenierte und mit dem er seinen Stil weiter ausformulierte, war kaum weniger erfolgreich und erbrachte 70 Milliarden Lire an den Kassen. Nach zwei weniger ertragreichen Filmen drehte er 2003 Il paradiso all’improvviso, der von einem leicht geänderten Stil zeugte und mit Komikerin Anna Maria Barbera eine interessante und wieder hohe Einnahmen generieren konnte.
2005 spielte in Ti amo in tutte le lingue del mondo Giorgio Panariello Pieraccionis Filmbruder und Massimo Ceccherini einen Pater; im Jahr darauf gab er ein Gastspiel beim Sanremo-Festival, das in dieser Ausgabe von seinem Freund Panariello geleitet wurde.
Für seine nächste Arbeit, den Spielfilm Una moglie bellissima, besetzte er 2007 neben Massimo Ceccherini die Big Brother-Teilnehmerin Laura Torrisi in ihrem Filmdebüt sowie Gabriel Garko. Wieder zwei Jahre später folgte (erneut zur Weihnachtszeit, wie auch seine folgenden Werke) sein Film Io & Marilyn, 2011 dann Finalmente la felicità, in der er einen Musikprofessor spielt. Weitere zwei Jahre später erschien Un fantastico via vai; wiederum konnte Pieraccioni zufrieden mit dem Kritiker- und besonders mit dem Kassenerfolg sein.

### Privates
Pieraccioni lebt mit Laura Torrisi zusammen, die er bei den Dreharbeiten zu Una moglie bellissima kennengelernt hatte. Sie haben eine im Dezember 2010 geborene Tochter.

## Autor
1998 veröffentlichte Pieraccioni einen ersten Erzählband mit manchmal bitter-komischen und von trauriger Wehmut geprägten Geschichten. Zwei weitere Bände folgten: nach Trent'anni, alta, mora erschien 2002 Tre mucche in cucinaund 2003 A un passo dal cuore.

## Musiker
Mit Massimo Miniati und Nicola Serena von der Band Interno 31 veröffentlichte Pieraccioni 1989 die LP „Animali di città“ sowie die Single „Ahi, ahi, ahi (I figliol di troia 'e 'un moian mai)“. 1992 folgte „Il tempo è un pesce che vola“, diesmal mit Gianluca Sibaldi, dem Komponisten fast aller Filmmusiken des Regisseurs. Er selbst schrieb und interpretierte 2013 für seinen aktuellen Film „La risata di mia figlia“.

## Filmografie
Schauspieler
- 1991: Zitti e mosca
- 1993: Bonus malus
- 1994: Miracolo italiano
- 1998: Viola bacia tutti
- 1998: My West (Il mio West) (auch Drehbuch)
- 2007: Handbuch der Liebe 2 (Manuale d'amore 2 - Capitoli successivi)

Regisseur, Autor, Darsteller
- 1995: I laureati
- 1996: Amore Amore (Il ciclone)
- 1997: Fuochi d'artificio
- 1999: Il pesce innamorato
- 2001: Il pricipe e il pirata
- 2003: Il paradiso all'improvviso
- 2005: Ti amo in tutte le lingue del mondo
- 2007: Una moglie bellissima
- 2009: Io & Marilyn
- 2011: Finalmente la felicità
- 2013: Un fantastico via vai
- 2015: Il professor Cenerentolo
- 2018: Se son rose